# ناحیه ایفرحونن
ناحیه إیفرحونن (به عربی: دائرة إیفرحونن) یک ناحیه در الجزایر است که در استان تیزی وزو واقع شده‌است.